# Бодровка (Харьковская область)
Бодровка (укр. Бодрівка) — село,
Глушковский сельский совет,
Купянский район,
Харьковская область.
Село ликвидировано в ? году.

## Географическое положение
Село Бодровка находится на левом берегу реки Песчаная, река в этом месте сильно заболочена,
выше по течению на расстоянии в 4 км расположено село Песчаное,
ниже по течению на расстоянии в 1 км — село Колесниковка.